# النواة صمية الشكل
النواة الصمية (أو النواة الأمامية المتداخلة) هي نواة مخيخية عميقة تقع مباشرة على الجانب الإنسي لنواة الأسنان، وتغطي جزئيًا نقيرها. إنه واحد من أربعة أزواج من النوى المخيخية العميقة، والتي تتكون من النوى الجانبية إلى الوسطية: المسنن، المتداخل (الذي يتكون من الصمة الكروية)، والنواة السريعة. يمكن رؤية هذه النوى باستخدام تلوين فايغرت المرنة.
الصمية -من اليونانية القديمة- تعني: على شكل سدادة أو إسفين.

## البنية
النواة الصمية هي بنية إسفينية الشكل من مادة رمادية توجد في الجانب الإنسي من نقير النواة المسننة. تعرض خلاياها العصبية بنية مشابهة لتلك الموجودة في النواة المسننة. في بعض الثدييات، تكون النواة الصمية متصلة بالنواة الكروية، وتشكلا معًا النواة المتداخلة. عند وجودها، يمكن تقسيم النواة المتداخلة إلى نواة أمامية وخلفية متداخلة، تعد متجانسة للنواة الصمية والنواة الكروية، على التوالي.

## الوظيفة
كجزء من النواة المتداخلة، تشارك الصمة في المخيخ الشوكي، وهو نظام ينظم دقة حركات الأطراف. تغادر المحاور الصمية الخروج من خلال دعامة المخيخ العلوية وتصل إلى النواة الحمراء في الدماغ المتوسط والعديد من النوى المهادية التي تبرز في مناطق القشرة الدماغية التي تتحكم في حركة الأطراف.